# Антоніїт
Антоніїт — водний вторинний мінерал, хлорид міді з хімічною формулою Cu(OH,Cl)2·3(H2O).
Він був виявлений в 1963 році у копальні Centennial (Калюмет, округ Гаутон, Мічиган, США) мінералогом Університету Аризони Джоном У. Ентоні (1920—1992), який назвав його за своїм ім'ям.
Антоніїт лавандового кольору, має твердість за Моосом 2 і кристалізується в моноклінній кристалічній системі.
Антоніїт виникає як зміна самородної міді в базальті в тріщинах і порожнинах внаслідок циркуляції ґрунтових вод, багатих на хлориди, або споріднених рідин. Подібний орторомбічний мінерал калюметит утворюється за таким же процесом. Прояви асоційовані з тремолітом, кварцом, епідотом, монацитом, самородною міддю, купритом і параатакамітом у районі копальні Centennial. Антоніїт також зустрічається в копальнях «Коул» (Бісбі, округ Кочіс, штат Аризона) і «Вілла Ермоса» (Сонора, Мексика). Він також проявляється як шлаковий мінерал у Ріхельсдорфі, Гессен, Німеччина та Лавріоні, Греція .